# Автомагістраль A15 (Литва)
Автомагістраль A15 — шосе в Литві, пролягає від Вільнюса до білоруського кордону біля Шальчинінкая. Звідти продовжується до Ліди як М11. Протяжність дороги близько 49 км.

## Дивись також
- Транспорт Литви